# Freestyle-Slalom

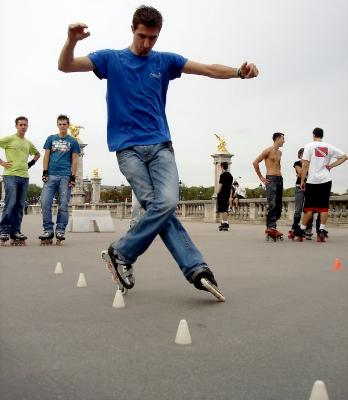
Freestyle Skater in Aktion bei Les Invalids, Paris.

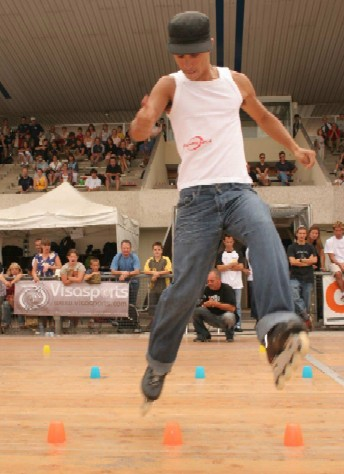
Ein Teilnehmer des IFSA Finale.

Freestyle-Slalom ist eine Disziplin im Inline-Skating. Dabei wird ein Parcours mit Hindernishütchen bewältigt.

## Wettkämpfe

### Style Slalom (IFSA)
Der Style Slalom Modus der IFSA ist stark an die klassischen Küren des Eiskunstlaufens angelehnt. Hier gilt es in einer bestimmten Zeit (aktuell 1:30 Minuten) eine Kür mit möglichst vielen hochwertigen Tricks innerhalb der Cones zu fahren. Dieser Lauf wird dann getrennt von verschiedenen Richtern bewertet. Bewertungen gibt es in den Kategorien Technik, Style, Fehler und Management.
Nach einem festgelegten Punkte-Schema gewinnt der Skater, der die höchste Gesamtpunktzahl erreicht.

### Freestyle Slalom Battle
Zum ersten Mal in diesem Modus wurde der Paris Slalom World Cup 2006 in Paris gefahren. Hierbei geht es um den direkten Vergleich innerhalb einer Skater-Gruppe. Eine Anzahl Skater startet immer wieder hintereinander zu bis zu vier 30 Sekunden langen Läufen, in dem eine direkte Vergleichsbewertung zwischen den Skatern durchgeführt wird. Die besten zwei jeder Runde kommen dann in die nächste Runde. Im Finale stehen sich dann die letzten vier gegenüber und die finale Position wird über ein Final-Battle entschieden.

## Deutsche Meisterschaft
Seit 2009 wird die deutsche Meisterschaft im Rahmen der „German Slalom Series“ ausgetragen. Organisatorisch dem DRIV angegliedert, wird der deutsche Meister zurzeit in vier Freestyle-Slalom Battles in verschiedenen Städten ermittelt.

## Vereine
- Gladbacher Roll- und Schlittschuh Club e.V.  – Mönchengladbach
- Freestyle Abteilung vom SV Blau-Weiß Aasee Münster
- Skateclub Bremen
- Skateschule NRW – Nordrhein-Westfalen
- Abteilung Freestyle Slalom VTH – Karlsruhe